# Breakout Esports
A Breakout Esports é uma equipe brasileira de esportes eletrônicos focada na fomentação do cenário de esports feminino e compete atualmente com uma Lineup feminina de Valorant.

## História
A organização foi fundada por Marcelo de Lima, Cinara Piccolo, Danilo Pina, Juliana Bella e Victor Ribeiro em Julho de 2021. No dia 05 de agosto de 2021 lançou a sua primeira lineup feminina de Valorant para ingressar na primeira qualificatória do Game Changers: Protocolo Evolução.

## Valorant

### Lineup Feminina 2021
| País   | Nick       | Nome                            | Função  |
| ------ | ---------- | ------------------------------- | ------- |
| Brasil | igs        | Igraine Sanabio Teixeira Santos | Jogador |
| Brasil | Kisa       | Isadora Kaori Misaki Soares     | Jogador |
| Brasil | mizi       | Mirella Gomes                   | Jogador |
| Chile  | frantastic | Francisca Valenzuela            | Jogador |
| Brasil | Bia        | Beatriz Terra                   | Jogador |
| Brasil | ANABALA    | Ana Gabriela Bochi              | Jogador |
| Brasil | arT        | Arthur Hardman                  | Coach   |
| Brasil | sysTem     | Danilo Pina                     | Manager |

#### Resultados
| Colocação   | Campeonato                                            |
| ----------- | ----------------------------------------------------- |
| 4º lugar    | Girls On Fire                                         |
| 3º/4º lugar | Game Changers: Protocolo Evolução - 2º Qualificatório |
| 5º/6º lugar | Game Changers: Protocolo Evolução - Main Event        |

### Lineup Feminina 2022
| País   | Nick    | Nome                            | Função  |
| ------ | ------- | ------------------------------- | ------- |
| Brasil | ANABALA | Ana Gabriela Bochi              | Jogador |
| Brasil | fiufiu  | Julia Oliveira Félix dos Santos | Jogador |
| Brasil | Hikari  | Natália Fischer Ferreira Santos | Jogador |
| Brasil | Moya    | Raphaela Moya Martinho          | Jogador |
| Brasil | Hanna   | Thalia de Melo Fischer          | Jogador |
| Brasil | Horie   | Gustavo Teruo Horie             | Coach   |
| Brasil | sysTem  | Danilo Pina                     | Manager |

#### Resultados
| Colocação | Campeonato             |
| --------- | ---------------------- |
| 4º lugar  | SBT All Stars Valorant |